# Freddy Papunen
Freddy Papunen, född 6 februari 1983 i Norrtälje

## Roadracingkarriär
Freddy Papunen startade sin karriär med att köra motocross.
2005 Svensk Mästare i Superstock 600
- 2008 Svensk Mästare i Pro Superbike
- 2010 Svensk Mästare i Pro Superbike